# Tendilla
Tendilla ist eine zentralspanische Kleinstadt und eine Gemeinde (municipio) mit nur noch 335 Einwohnern (Stand: 2024) in der Provinz Guadalajara in der Autonomen Region Kastilien-La Mancha. Die Gemeinde gehört zur bevölkerungsarmen Serranía Celtibérica.

## Lage und Klima
Der ca. 790 m hoch gelegene Ort Tendilla liegt im Norden des südlichen Teils der Iberischen Hochebene (meseta). Die Provinzhauptstadt Guadalajara befindet sich gut 26 km (Fahrtstrecke) nordwestlich; die Stadt Madrid ist ca. 77 km in westlicher Richtung entfernt. Das Klima im Winter ist gemäßigt, im Sommer dagegen warm bis heiß; die eher geringen Niederschlagsmengen (ca. 475 mm/Jahr) fallen – mit Ausnahme der nahezu regenlosen Sommermonate – verteilt übers ganze Jahr.

## Bevölkerungsentwicklung
| Jahr      | 1857 | 1900  | 1950 | 2000 | 2019 |
| Einwohner | 907  | 1.048 | 953  | 338  | 307  |

Infolge der Mechanisierung der Landwirtschaft, der Aufgabe bäuerlicher Kleinbetriebe und der daraus resultierenden Arbeitslosigkeit auf dem Lande ist die Einwohnerzahl der Gemeinde seit der Mitte des 20. Jahrhunderts deutlich zurückgegangen.

## Wirtschaft
Die wichtigste Rolle im Wirtschaftsleben der Gemeinde spielte die Landwirtschaft (Ackerbau, Viehzucht sowie Wein- und Olivenanbau), die in früheren Jahrhunderten hauptsächlich der Selbstversorgung diente. Aber auch Kleinhändler und Handwerker ließen sich seit dem ausgehenden Mittelalter im Ort nieder.

## Geschichte
Die Ursprünge des Ortes liegen im Dunkeln, da keltisch-iberische, römische, westgotische und maurische Spuren fehlen. Möglicherweise entstand der Ort erst in der Phase der Wiederbesiedlung (repoblación) nach der Rückeroberung (reconquista) Toledos im Jahr 1085. Im Jahr 1394 verlieh der kastilische König Heinrich III. dem Ort die Stadtrechte und unterstellte ihn der Herrschaft des Admirals Diego Hurtado de Mendoza y de Ayala († 1404). Heinrich IV. von Kastilien erhob im Jahr 1465 die Herrschaft Tendilla zu einer Grafschaft und ernannte Íñigo López de Mendoza y Figueroa († 1479) den zweitgeborenen Sohn des 1. Markgrafen Santillana Iñigo López de Mendoza y de la Vega zum ersten Grafen von Tendilla. Die Nebenlinie der Familie Mendoza wurde von Íñigo López de Mendoza y Quiñones († 1515) dem 2. Grafen von Tendilla fortgeführt.  Der 3. Graf, Luis Hurtado de Mendoza y Pacheco († 1566), gab den Auftrag zum Bau der Gemeindekirche Mariä Himmelfahrt (Iglesia de la Asunción).

## Sehenswürdigkeiten

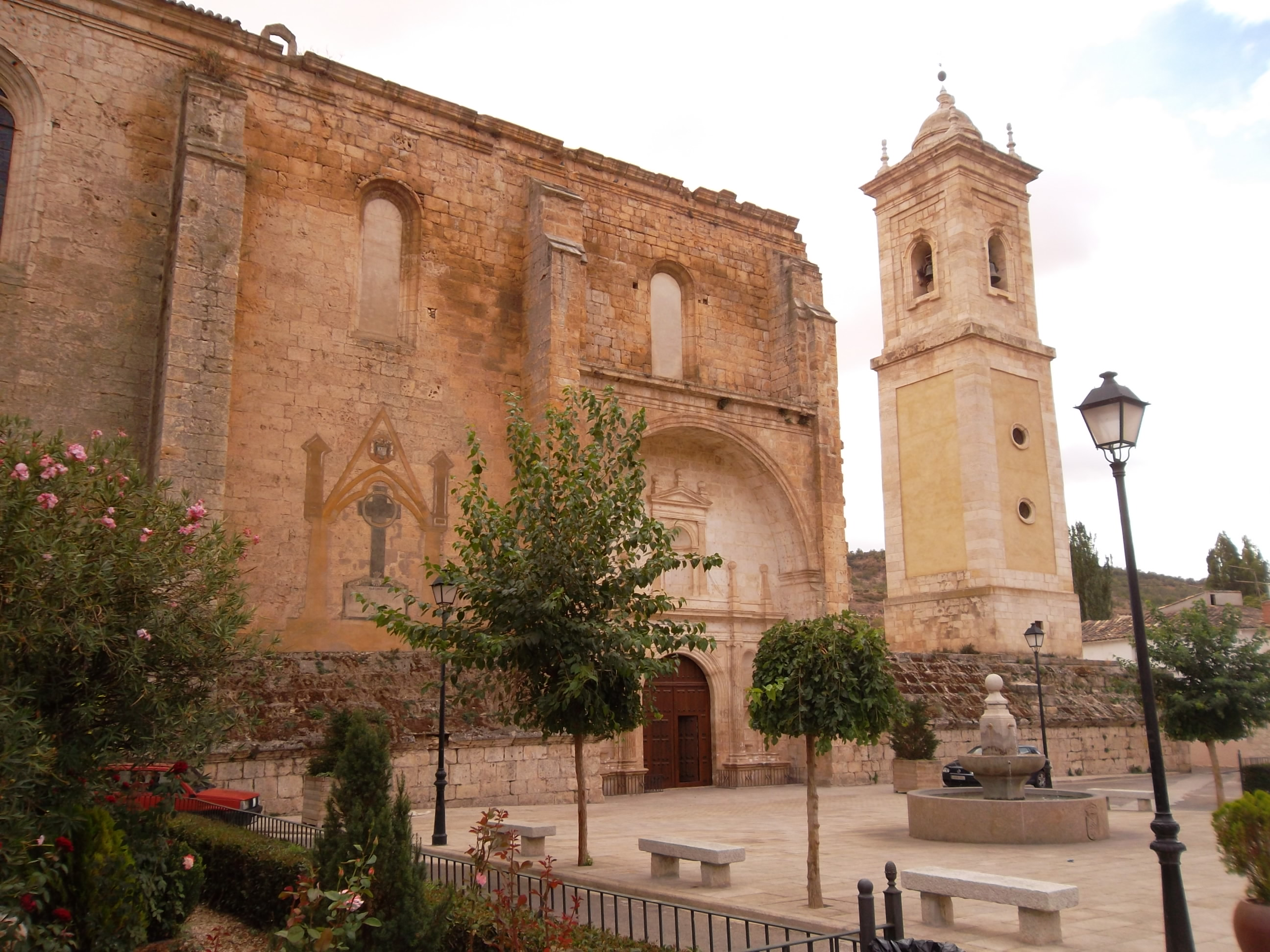
Tendilla – Iglesia de la Asunción

- Viele Häuser des Ortes haben straßenseitige Holzstützen (soportales), so dass die dahinter liegenden Geschäfte auch bei Regenwetter oder bei starker Sonneneinstrahlung bequem erreicht werden konnten.
- Die Iglesia de la Asunción ist eines der wenigen Beispiele für eine unvollendete Kirche. Der Auftrag wurde dem Architekten Rodrigo Gil de Hontañón (1500–1577) um das Jahr 1540 erteilt; er plante eine große Hallenkirche von 56 m Länge und 25 m Breite. Die nachfolgenden Architekten konnten die Arbeiten wegen fehlender Geldmittel nur zögerlich fortsetzen – so blieb die Kirche unvollendet, aber nutzbar. Ende des 18. Jahrhunderts entstand noch der freistehende Glockenturm (campanario), der binnen weniger Jahre Bauschäden aufwies, so dass die Anzahl der Glocken von 4 auf 2 reduziert werden musste.[7]
- Vom ehemaligen Hieronymitenkloster stehen nur noch Ruinen.
- Das Museo Encarnación Díaz de Yela widmet sich dem bäuerlichen Leben der Region La Alcarria.

Umgebung

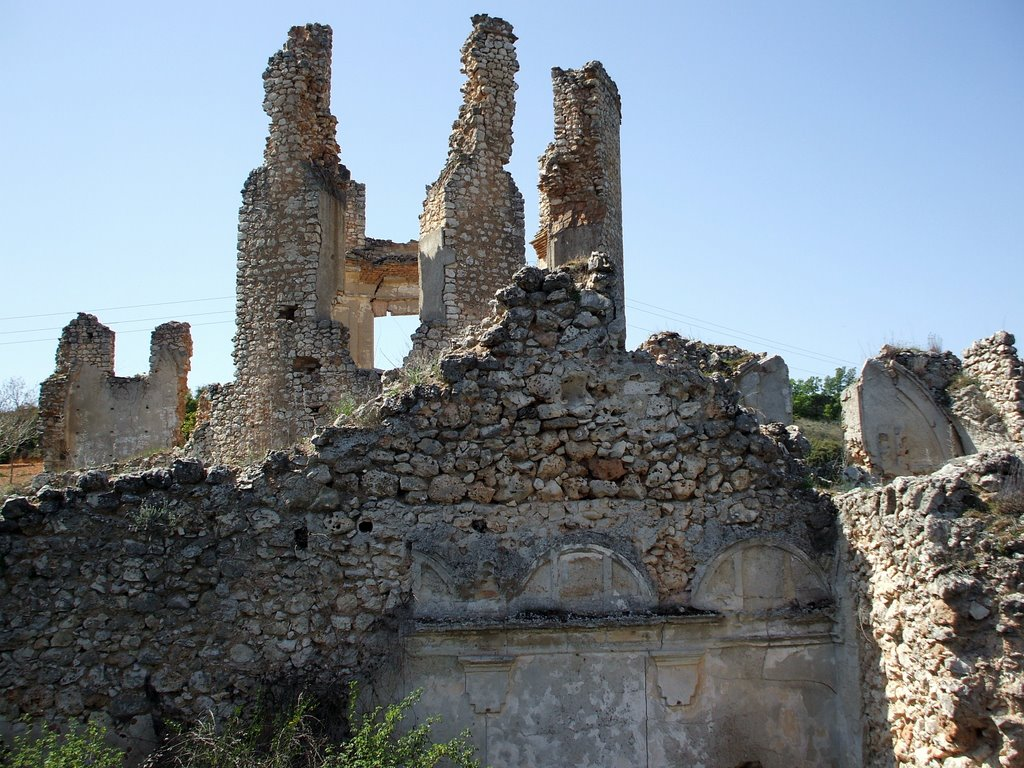
Ruine des Convento de Nuestra Señora de la Salceda

- In der Nähe der alten Landstraße zwischen Tendilla und Peñalver befindet sich die Ruine des ehemaligen Franziskanerkonventes dem Convento de Nuestra Señora de la Salceda. Er wurde vermutlich 1396 durch den Franziskaner Pedro de Villacreces an der Stelle der Kapelle Nuestra Señora de la Salceda gegründet. Der Konvent gilt als einer der Ausgangspunkte der strengen Observanz.[8] Nach seinem Eintritt in den Franziskanerorden im Jahr 1484 lebte der spätere Kardinal Francisco Jiménez de Cisneros acht Jahre in der Zurückgezogenheit des damals noch sehr einfach ausgestatteten Konventes.[9] Fernando de Silva y Mendoza (1570–1639) trat hier in den Franziskanerorden ein und nahm den Namen Pedro González de Mendoza an.[10] In den ersten Jahren des 17. Jahrhunderts, als er den Konvent leitete, begann er mit der Erneuerung der Gebäude. Als Bischof von Sigüenza, Erzbischof von Granada und später Erzbischof von Saragossa ließ er auf seine Kosten eine luxuriöse Reliquienkapelle errichten.[11] Nach einem Brand im Jahr 1827 und der  Desamorización 1835,[12] verteilten sich die Franziskanerbrüder auf andere Standorte, das Inventar wurde gestohlen oder verschleudert, die Gebäude wurden ausgeschlachtet und als Baumaterial verkauft. Die Ruinen waren dem Verfall überlassen.[8]